# Pappiana
Pappiana (già Papiana) è una frazione del comune italiano di San Giuliano Terme, nella provincia di Pisa, in Toscana.

## Geografia fisica
La frazione di Pappiana è situata nella valle del Serchio, sulla riva sinistra del fiume, lungo la strada che collega San Giuliano Terme con Pontasserchio. Il paese è attraversato dal corso d'acqua del canale Demaniale che da Ripafratta termina a Pisa in piazza delle Gondole. La frazione confina a nord con Rigoli, ad est con Orzignano, a sud con San Martino a Ulmiano e ad ovest con Pontasserchio, formando con queste ultime due un'unica area urbana di oltre 6 000 abitanti sulle sponde del fiume Serchio.

## Storia
Il borgo di Pappiana è ricordato già nel IX secolo, in quanto in un periodo antecedente al luglio 801 fu qui consacrata la chiesa di Santa Maria da Giovanni arcivescovo di Lucca. Proprio nel territorio di Pappiana si verificarono nel 1004 le prime ostilità tra le città di Pisa e di Lucca. A Pappiana ha risieduto inoltre l'imperatore Enrico II, che da qui inviò un privilegio in favore della badia a Settimo nel 1014. La corte imperiale di Papiana fu poi assegnata dall'imperatore Enrico III alla cattedrale di Pisa, in seguito confermata nel 1103 all'Opera della Primaziale Pisana dalla contessa Matilde di Canossa. Completata la costruzione del duomo di Pisa, tutti beni posti in Papiana furono affidati nel 1127 dall'arcivescovo Rogerio Ghisalbertini al capitolo della cattedrale.
Pappiana nel 1551 contava 117 abitanti e nel 1833 erano già aumentati a 488.

## Monumenti e luoghi d'interesse
- Chiesa di Santa Maria, chiesa parrocchiale della frazione, è situata nel centro del paese in via Brodolini.[5] Ricordata sin dagli inizi del IX secolo in località Dirocta, fu distrutta nella prima metà del XVI secolo da una piena del Serchio.[5] L'edificio di culto fu ricostruito nei decenni successivi con il riutilizzo dei materiali provenienti dalla chiesa di San Leonardo a Cornazzano, mentre l'aspetto attuale è dovuto ad una serie di ristrutturazioni avvenute alla metà del XIX secolo.[5]